# Saint-Romain-d'Urfé
Pour les articles homonymes, voir Saint-Romain et D'Urfé.
Saint-Romain-d'Urfé est une commune française située dans le département de la Loire en région Auvergne-Rhône-Alpes.

## Géographie
Le bourg de Saint Romain d'Urfé est situé à mi-chemin entre Roanne et Thiers sur la colline de Rapeaux (751m), entre la rivière Aix et la rivière Machabré. La commune se trouve à l'intersection du Pays d'Urfé, dominé par le château des Cornes d'Urfé (commune de Champoly), des Monts de la Madeleine et des Bois Noirs, extrémité nord des Monts du Forez. Elle regroupe de nombreux hameaux éparpillés au bord de l'Aix (Fican, La Caure, La Brunelin, La Bombarde) ou autour de la colline du Pey (840m): Les Barges, Saignelonge, La Grabilière.
L'altitude de la commune oscille entre 606m (hameau de Planchetorse) et 886m (lieu-dit les Martinelles).

### Climat
Pour des articles plus généraux, voir Climat d'Auvergne-Rhône-Alpes et Climat de la Loire.
En 2010, le climat de la commune est de type climat des marges montargnardes, selon une étude du Centre national de la recherche scientifique s'appuyant sur une série de données couvrant la période 1971-2000. En 2020, Météo-France publie une typologie des climats de la France métropolitaine dans laquelle la commune est exposée à un climat de montagne ou de marges de montagne et est dans la région climatique Nord-est du Massif Central, caractérisée par une pluviométrie annuelle de 800 à 1 200 mm, bien répartie dans l’année.
Pour la période 1971-2000, la température annuelle moyenne est de 9,7 °C, avec une amplitude thermique annuelle de 15,8 °C. Le cumul annuel moyen de précipitations est de 956 mm, avec 10,5 jours de précipitations en janvier et 7,8 jours en juillet. Pour la période 1991-2020, la température moyenne annuelle observée sur la station météorologique de Météo-France la plus proche, « Saint-Just-en-Chevalet », sur la commune de Saint-Just-en-Chevalet à 3 km à vol d'oiseau, est de 9,8 °C et le cumul annuel moyen de précipitations est de 884,6 mm,. Pour l'avenir, les paramètres climatiques de la commune estimés pour 2050 selon différents scénarios d'émission de gaz à effet de serre sont consultables sur un site dédié publié par Météo-France en novembre 2022.

## Urbanisme

### Typologie
Au 1er janvier 2024, Saint-Romain-d'Urfé est catégorisée commune rurale à habitat très dispersé, selon la nouvelle grille communale de densité à sept niveaux définie par l'Insee en 2022.
Elle est située hors unité urbaine et hors attraction des villes,.

### Occupation des sols
L'occupation des sols de la commune, telle qu'elle ressort de la base de données européenne d’occupation biophysique des sols Corine Land Cover (CLC), est marquée par l'importance des territoires agricoles (63 % en 2018), en diminution par rapport à 1990 (63,9 %). La répartition détaillée en 2018 est la suivante : 
prairies (55,8 %), forêts (36,1 %), zones agricoles hétérogènes (7,2 %), zones industrielles ou commerciales et réseaux de communication (0,9 %). L'évolution de l’occupation des sols de la commune et de ses infrastructures peut être observée sur les différentes représentations cartographiques du territoire : la carte de Cassini (XVIIIe siècle), la carte d'état-major (1820-1866) et les cartes ou photos aériennes de l'IGN pour la période actuelle (1950 à aujourd'hui).

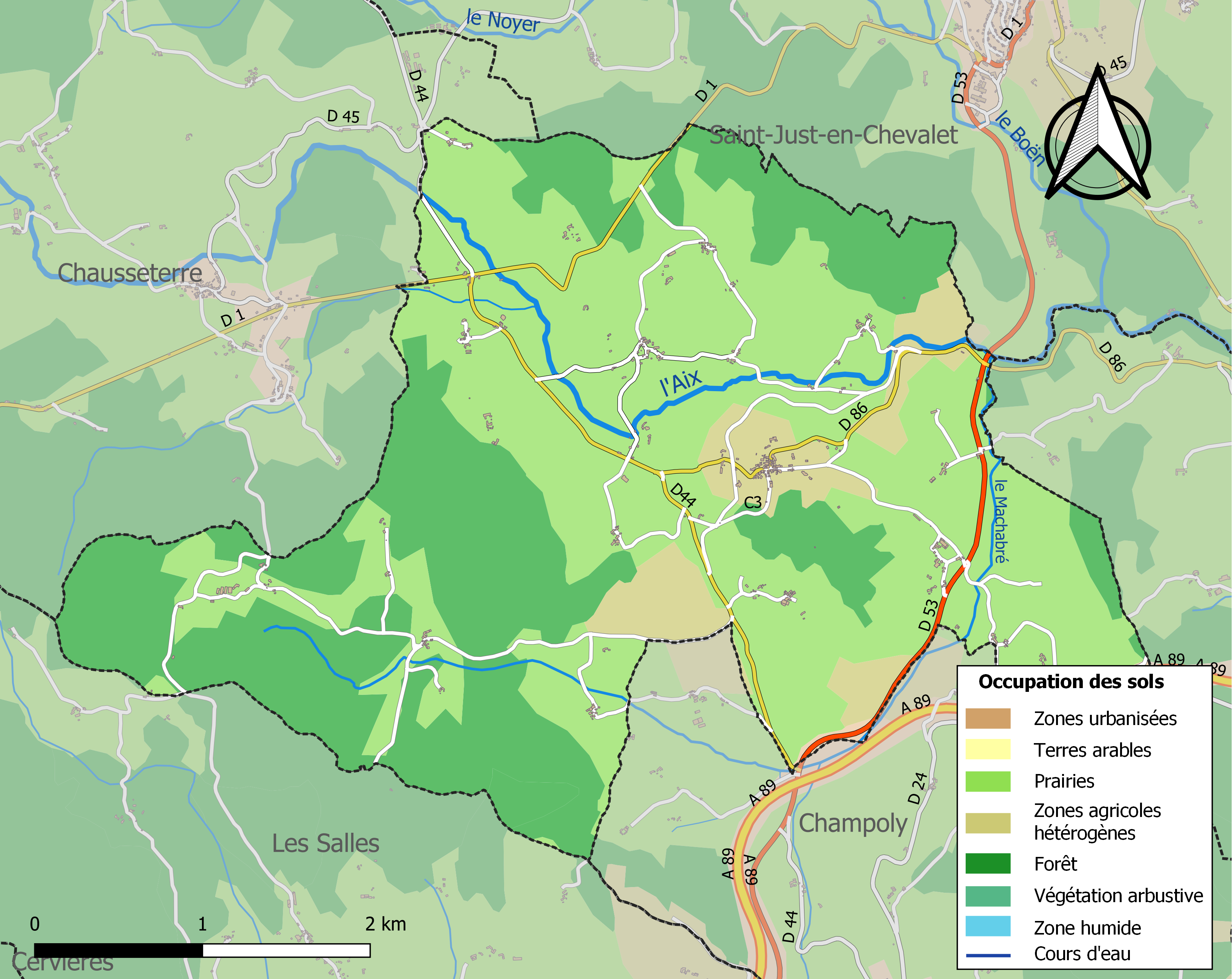
Carte des infrastructures et de l'occupation des sols de la commune en 2018 (CLC).

## Histoire
- Si vous ne connaissez pas le sujet, laissez ce bandeau (vous pouvez alors contacter les auteurs).
- Si vous supprimez le contenu mis en cause (vous pouvez préalablement contacter les auteurs),

argumentez précisément cette suppression dans la page de discussion
(un manque de référence n'est pas un argument ; une recherche réelle de référence doit avoir été effectuée, être formellement documentée).

### Saint Romain, le saint patron de la paroisse
Romain de Condat, l'un des saints romains, était moine dans le Jura, fondateur de monastères et abbé.
Il était le frère de Saint Lupicin de Lauconne, moine et abbé comme lui.
Il est né vers 390 et est décédé le dimanche 28 février 460, à l'âge de 70 ans.

### Ancien régime
La commune de Saint-Romain-d'Urfé fut d’abord, avant la Révolution française, une immense paroisse appartenant au comté de Forez, car elle englobait aussi l’actuelle et récente commune de Chausseterre. Sa superficie était d’environ 32 km2 (actuellement, elle est de 15 km2).
Saint-Romain-d'Urfé rayonnait autrefois dans le canton de Saint-Just-en-Chevalet.
Elle était, en effet, l'une des principales paroisses au regard de son nombre d’habitants et de son organisation.

À la fin de l’Ancien Régime, elle est dite « village et paroisse en Forez, archiprêtré de Pommiers, justice de la châtellenie de Cervières, élection et bailliage de Montbrison ». Elle était également divisée en plusieurs seigneuries.
La paroisse est si ancienne que nous ignorons les premières étapes de sa fondation.
Le premier texte qui en fait mention date des environs de l’an mil.
On en trouve trace dans le cartulaire de l’abbaye de Savigny, sous la nomination « Ecclesia de Sancto Romano d’Ulpheu ».
Cependant, l’abbé Jean Canard (° 1914 - † 1984) fait remonter sa fondation à plusieurs siècles antérieurs, car la paroisse était déjà bien organisée pour avoir eu le privilège d’être évangélisée de bonne heure.

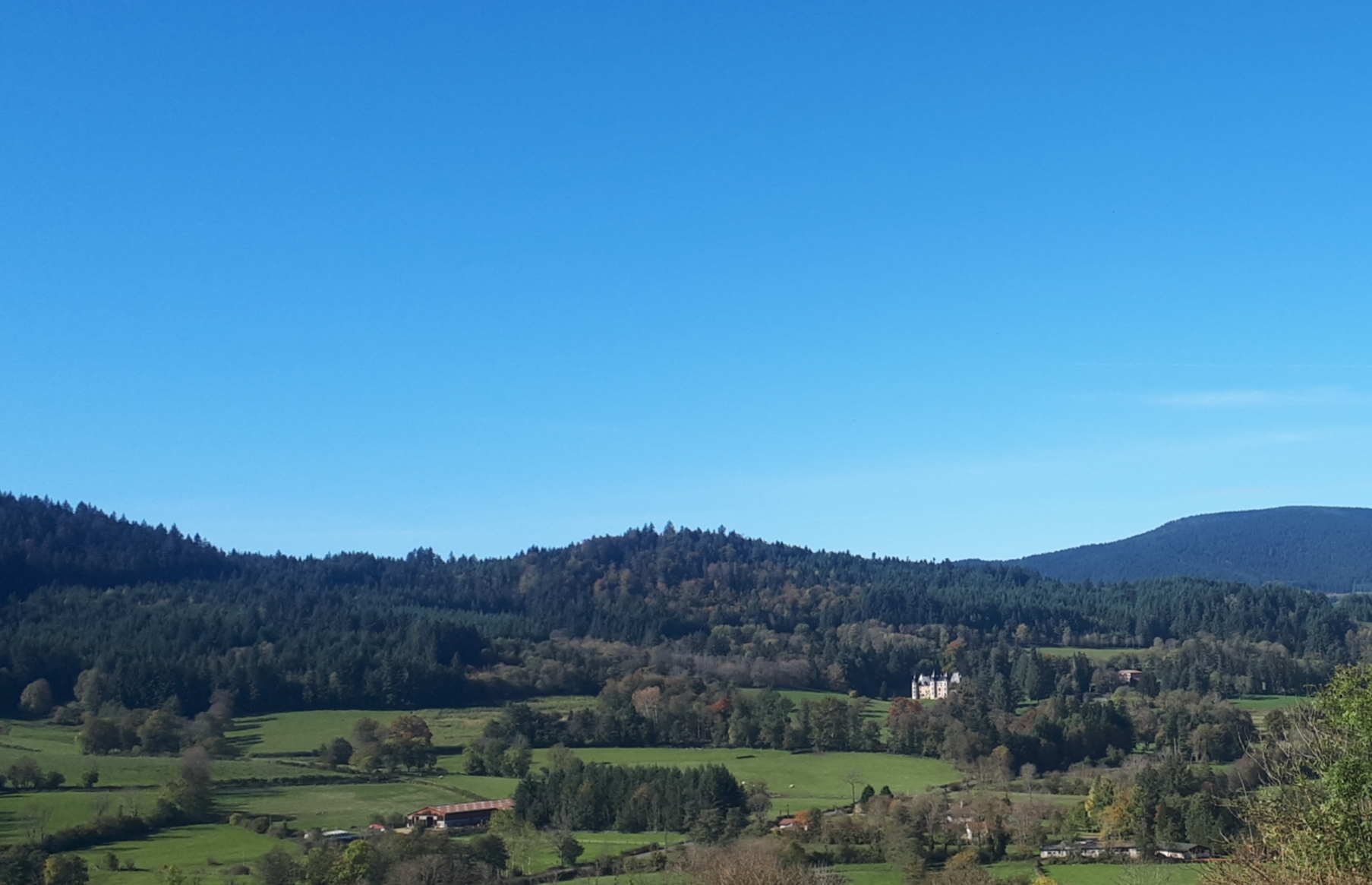
Château de Génetines, vu depuis Saint Romain d'Urfé

Elle se nommait paroisse de Saint-Romain-sous-Urphé, du fait de sa position géographique par rapport au château fortifié des seigneurs d’Urphé (actuelles ruines dites « Les Cornes d’Urfé »). Sa principale seigneurie était celle de Génetines dont l'ancienne maison forte, relevée de ses ruines à la fin du XVème siècle, subsiste encore aujourd'hui.

### Les Hospitaliers
À côté de l’église paroissiale, bien différente de celle d'aujourd'hui, se trouvait un prieuré, qui existait encore au XVIe siècle. Il était patronné par les Hospitaliers de l’ordre de Saint-Jean de Jérusalem, dont la plus proche commanderie était située à Verrières, près de Saint-Germain-Laval. L’église et son prieuré étaient entourés d’un cimetière autour duquel s’articulaient quelques maisons basses. En contrebas de ce cimetière, (sur le terrain en dessous du monument aux morts), commençait le Faubourg avec, en son centre, le champ de foire, véritable point de rencontre des paroissiens, encerclé par des tavernes et petites échoppes.

### Histoire moderne
La vaste paroisse allait, peu à peu, devenir victime de son immense superficie.
Les chemins étant souvent impraticables, au cours de l’hiver, les habitants les plus éloignés du bourg, avaient pris l’habitude d’aller à la messe et de célébrer la plupart de leurs offices religieux, à la chapelle Saint-Roch, sise sur le hameau de Clocheterre ou Chocheterre, au centre de notre paroisse.
Au XVIIe siècle, la chapelle Saint-Roch fut placée sous le vocable de Saint-Georges.
Le dimanche 1er novembre 1868, jour de la Toussaint et premier jour de la Grande Mission, ce petit hameau, bien situé et ayant pris de l’importance, devint une paroisse appelée Saint-Georges-d’Urfé, avec son église, son école et ses petits commerces.
À la fin de la Seconde Guerre mondiale, le hameau de Chocheterre ou Chausseterre alla jusqu’à demander son autonomie en tant que commune.

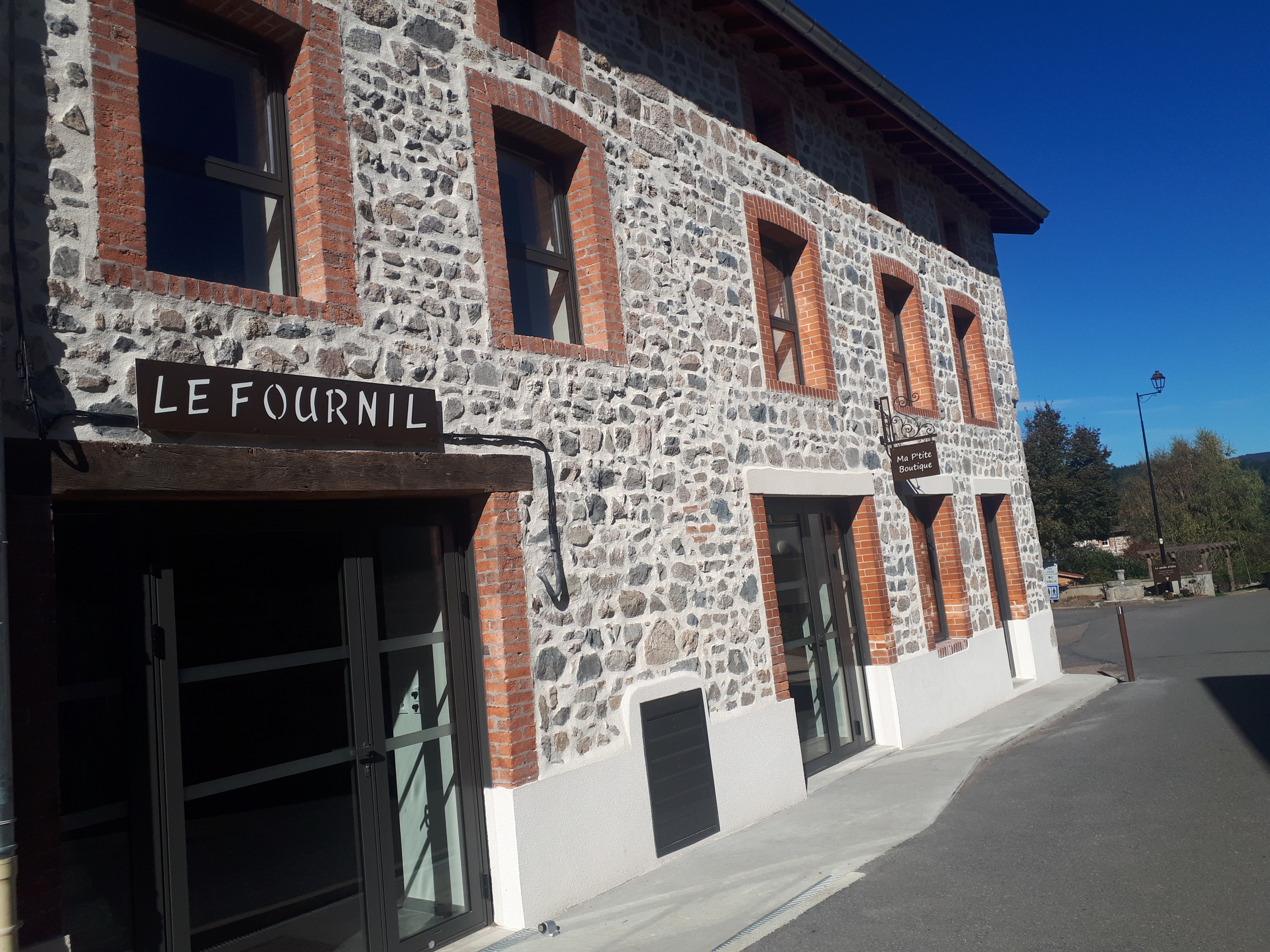
Le four à pain rénové et la mini boutique de Saint Romain d'Urfé

Ainsi, le dimanche 27 avril 1947, naquit la commune de Chausseterre (16,58 km2) et mourut la grandeur de Saint-Romain-d’Urfé ; les difficultés liées à l'exode rural (déclin démographique, perte des commerces locaux) marquent en effet la commune. En réaction à ces difficultés, un projet destiné à revitaliser le centre bourg est lancé à partir de 2020, appuyé sur la rénovation d'une ancienne boulangerie et de son four à pain. Ce lieu a été inauguré le 19 octobre 2024.

## Blasonnement
|  | Les armoiries de Saint-Romain-d'Urfé se blasonnent ainsi : D’or à la fasce de vair accompagnée en chef d’une croisette ancrée de gueules et en pointe d’un mont de sinople chargé d’une coquille d’argent. Adopté le 2 nov 2001 |

## Politique et administration

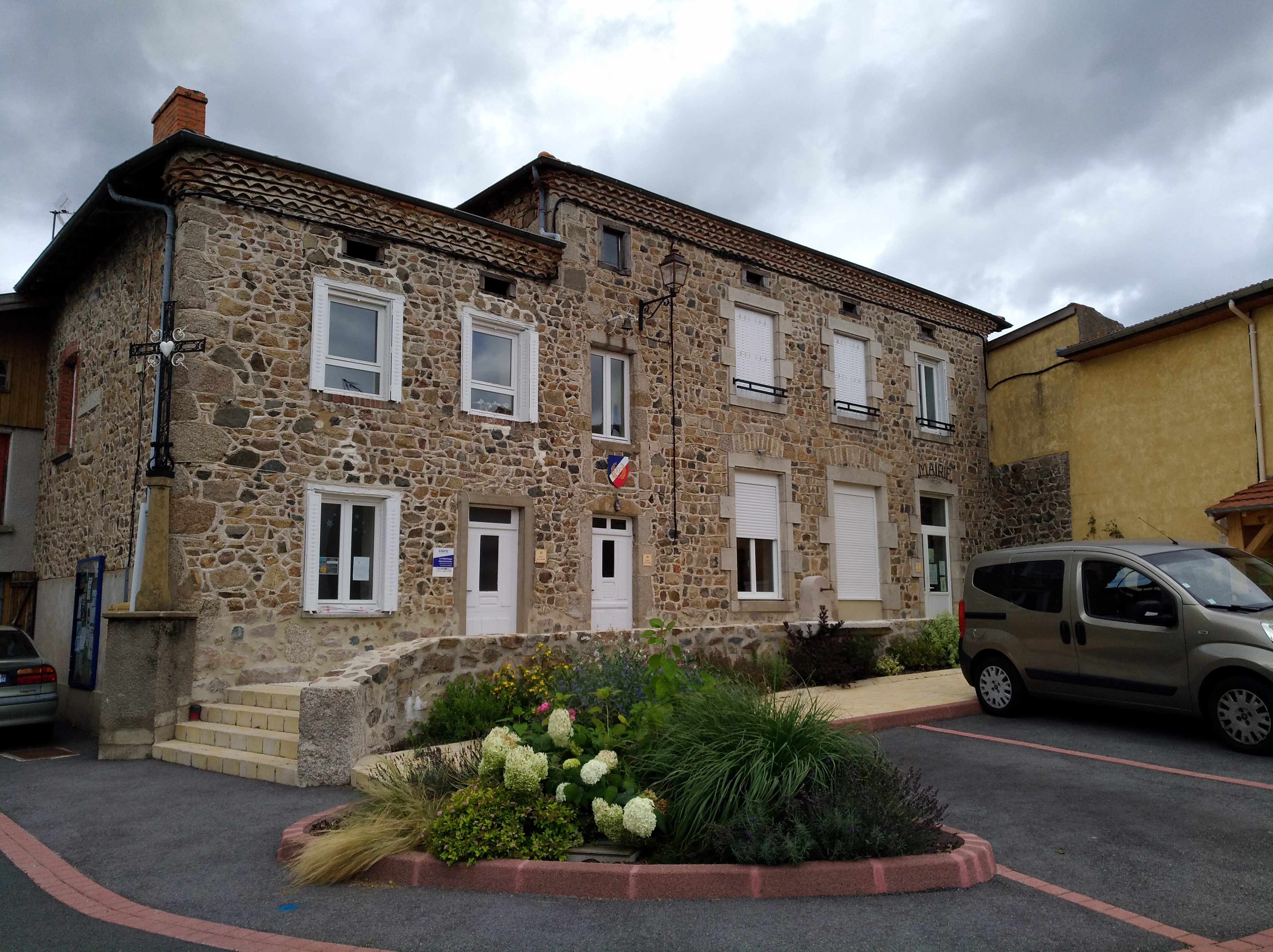
Mairie

| Période                                  | Période  | Identité          | Étiquette | Qualité |
| ---------------------------------------- | -------- | ----------------- | --------- | ------- |
| Les données manquantes sont à compléter. |          |                   |           |         |
| 1971                                     | 1995     | Louis Gardette    |           |         |
| mars 1995                                | 2001     | Jean Pras         |           |         |
| mars 2001                                | 2008     | Georges Thomas    | DVD       |         |
| mars 2008                                | 2014     | Maurice Chabre    |           |         |
| 2014                                     | 2020     | Maryvonne Georges |           |         |
| 2020                                     | En cours | Pascale Monat     |           |         |

## Démographie
L'évolution du nombre d'habitants est connue à travers les recensements de la population effectués dans la commune depuis 1793. Pour les communes de moins de 10 000 habitants, une enquête de recensement portant sur toute la population est réalisée tous les cinq ans, les populations de référence des années intermédiaires étant quant à elles estimées par interpolation ou extrapolation. Pour la commune, le premier recensement exhaustif entrant dans le cadre du nouveau dispositif a été réalisé en 2004.

En 2022, la commune comptait 235 habitants, en évolution de −12,96 % par rapport à 2016 (Loire : +1,32 %, France hors Mayotte : +2,11 %).
| 1793  | 1800  | 1806  | 1821  | 1831  | 1836  | 1841  | 1846  | 1851  |
| ----- | ----- | ----- | ----- | ----- | ----- | ----- | ----- | ----- |
| 1 320 | 1 313 | 1 387 | 1 396 | 1 530 | 1 500 | 1 509 | 1 571 | 1 560 |

| 1856  | 1861  | 1866  | 1872  | 1876  | 1881  | 1886  | 1891  | 1896  |
| ----- | ----- | ----- | ----- | ----- | ----- | ----- | ----- | ----- |
| 1 519 | 1 427 | 1 429 | 1 428 | 1 380 | 1 359 | 1 348 | 1 369 | 1 361 |

| 1901  | 1906  | 1911  | 1921  | 1926  | 1931 | 1936 | 1946 | 1954 |
| ----- | ----- | ----- | ----- | ----- | ---- | ---- | ---- | ---- |
| 1 404 | 1 282 | 1 217 | 1 096 | 1 046 | 950  | 943  | 909  | 516  |

| 1962 | 1968 | 1975 | 1982 | 1990 | 1999 | 2004 | 2006 | 2009 |
| ---- | ---- | ---- | ---- | ---- | ---- | ---- | ---- | ---- |
| 513  | 461  | 384  | 352  | 303  | 270  | 262  | 257  | 281  |

| 2014 | 2019 | 2022 | - | - | - | - | - | - |
| ---- | ---- | ---- | - | - | - | - | - | - |
| 269  | 239  | 235  | - | - | - | - | - | - |

## Lieux et monuments

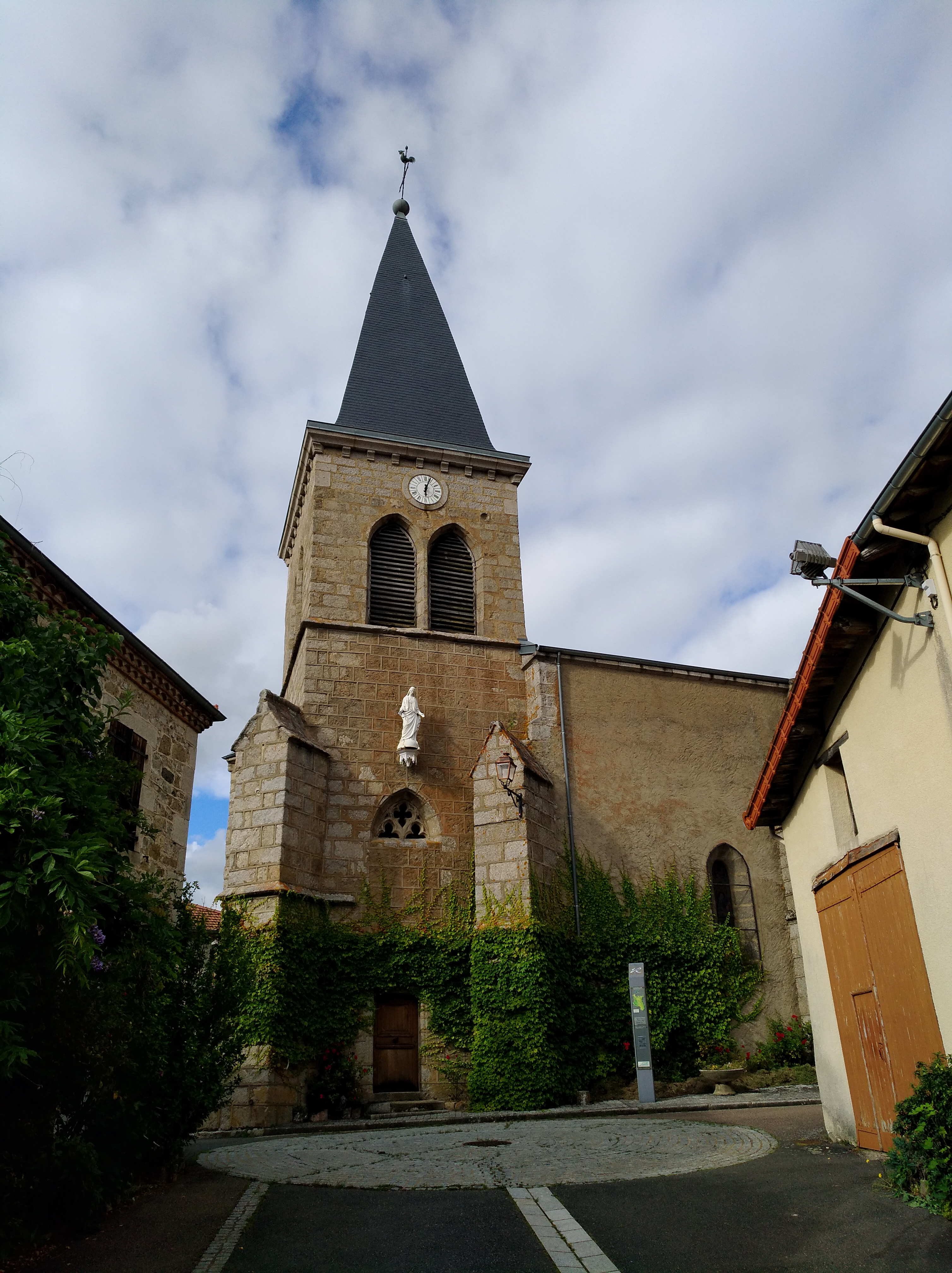
Église Saint-Romain

- L'église Saint-Romain dont les origines remontent au XIe siècle.
- La petite chapelle Saint-Roch qui surplombe le bourg et toute la commune du haut de sa colline de Rappeaux.
- Le château de Génetines, demeure de la famille de Sugny de 1779 à 2023.